# Antonio José Martínez (presbítero)
Antonio José Martínez Santistevan  (Abiquiú, 17 de enero de 1793-Taos, 27 de julio de 1867) fue un educador, presbítero, político, escritor, impresor y ganadero del territorio mexicano de Santa Fe de Nuevo México. 

## Biografía
Nació en el pueblo de Abiquiú el 17 de enero de 1793. Sus padres fueron Severiano Martínez y María del Carmen Santistevan. Hizo sus primeros estudios en su pueblo natal y a los siete años de edad sabía leer y escribir y tenía algunas nociones de matemáticas. En 1804, él y su familia se mudaron a Taos y unos años después quedó a cargo de los negocios de su padre. En 1811 se casó con María de la Luz Martínez, también de Abiquiú (no había parentesco entre ellos), con quien procreó una hija, María de la Luz Martínez Martínez. Su esposa murió en 1813. En 1817 partió a estudiar al Seminario Tridentino de Durango, donde se instruyó en gramática latina, retórica, ontología, metafísica, matemáticas, física general, teología y rúbricas romanas. El 16 de marzo de 1821 recibió las cuatro órdenes menores, el 17 la de subdiácono y el 25 la de diácono. El 16 de febrero de 1822 fue ordenado presbítero y el 19 ofició su primera misa. En enero de 1823 regresó a Taos, y en 1825 murió su hija. En mayo de 1824 fue enviado a su pueblo natal, Abiquiú, a hacerse cargo del curato de esa villa. En julio de ese mismo año sirvió interinamente como cura de Taos. En 1830 se hizo efectivo su nombramiento como sacerdote de este pueblo. En 1826 fundó una escuela de primeras letras.

## Vida pública (1830-1859)
El 16 de noviembre de 1830 fue nombrado diputado territorial por la alcaldía de Santa Cruz de La Cañada, que estaba formada por las poblaciones homónima, Taos, Abiquiú y San Juan Pueblo, para el periodo 1830-1831. El 14 de noviembre de 1831 expuso a la mencionada diputación una exposición proponiendo la abolición de esta, argumentando que carecía de algún poder en los asuntos del territorio. A pesar de ello, aceptó su elección como diputado en los periodos 1836-1837 y 1845-1846. En 1833 abrió un colegio preparatorio de latín y leyes civiles, del que salieron personajes importantes de la región como lo fue el primer Fiscal Federal de Nuevo México. 

### La imprenta llega a Nuevo México
En 1834, Ramón Abreu llevó a Santa Fe la primera imprenta de Nuevo México. Fue operada por Jesús María Baca. El primer libró que se publicó fue escrito por Martínez y se tituló Cuaderno de ortografía. Este manualito de veintidós páginas contiene algunas reglas sobre la ortografía de las letras, la acentuación y la puntuación. El original de dicho cuaderno se encuentra hoy en día en la Biblioteca del Congreso de Estados Unidos. A principios de 1835 comenzó a publicar el primer periódico de Nuevo México, El Crepúsculo de la Libertad. El 21 de noviembre de 1835, Martínez compró la imprenta y la llevó a Taos. El resto de sus obras publicadas fueron: Cuaderno de cuentas (1836), Términos de facilitar espedición para el deletreo y pronuncio (1842), una exposición dirigida a Antonio López de Santa Anna (1843), y el artículo Religión (1859). 

### Últimos años y muerte
Martínez apoyó con dinero a los defensores de México durante la Guerra de 1847, su firma encabezó la petición de anexión a Estados Unidos ese año. Esta anexión se hizo efectiva el 2 de febrero de 1848. A partir de 1850 hasta 1855 fue presidente de las Cámaras alta y baja legislativas del nuevo territorio estadounidense de Nuevo México. Se opuso, a la cabeza del clero local, al nombramiento de Jean-Baptiste Lamy como obispo de Santa Fe, por lo que fue excomulgado en 1858. Apoyó a los confederados durante la Guerra de Secesión. En 1864, el gobierno territorial  le entregó el rancho de Valdez. Tras el triunfo unionista no fue llevado juicio y vivió sus últimos años de vida dedicado a la ganadería. Falleció en Taos el 27 de julio de 1867, a los 74 años de edad, dejando una fortuna de diez mil pesos oro.